# Untere Walkmühle (Rothenburg ob der Tauber)
Untere Walkmühle ist ein Gemeindeteil der Großen Kreisstadt Rothenburg ob der Tauber im Landkreis Ansbach (Mittelfranken, Bayern). Untere Walkmühle liegt in der Gemarkung Rothenburg ob der Tauber.

## Geografie
Die Einöde liegt an der Tauber. Unmittelbar südlich befindet sich die Rothenburger Kläranlage. Die Staatsstraße 2268 führt nach Detwang (1,1 km südlich) bzw. nach Bettwar (2,5 km nördlich).

## Geschichte
Mit dem Gemeindeedikt (frühes 19. Jahrhundert) wurde der Ort dem Steuerdistrikt und der Munizipalgemeinde Rothenburg ob der Tauber zugewiesen.

### Baudenkmal
- Creglinger Straße 2: Untere Walkmühle. Ehem. Walkmühle, Erdgeschoss mit großen Längsbalken, Walmdach, im Kern 15./16. Jahrhundert, Umbau im 18. Jahrhundert; hölzernes Schaufelrad; Fachwerkscheune, 18. Jahrhundert[5]

### Einwohnerentwicklung
| Jahr      | 001818 | 001840 | 001871 | 001885 | 001900 | 001925 | 001950 | 001961 | 001970 | 001987 |
| Einwohner | 4      | 5      | 10     | 5      | 10     | 8      | 6      | 6      | 7      | *      |
| Häuser    | 2      | 1      |        | 1      | 1      | 1      | 1      | 1      |        | *      |
| Quelle    | [ 7 ]  | [ 8 ]  | [ 9 ]  | [ 10 ] | [ 11 ] | [ 12 ] | [ 13 ] | [ 14 ] | [ 15 ] | [ 16 ] |

## Religion
Der Ort ist seit der Reformation evangelisch-lutherisch geprägt und bis heute nach St. Jakob (Rothenburg ob der Tauber) gepfarrt. Die Einwohner römisch-katholischer Konfession sind nach St. Johannis (Rothenburg ob der Tauber) gepfarrt.